# 向天湖山
向天湖山（意為「堅忍之山」）是臺灣苗栗縣南庄鄉東河村與南江村交界的一座山，約在賽夏族向天湖部落與矮靈祭南祭場向天湖南方2公里處，因而得名。山頂海拔1252.9公尺，為臺灣小百岳之一。山頂北側設有森林三角點基石，展望有限，可向東北遠眺鵝公髻山。該山與北北東方向的三角湖山，以及南南東方向的南大龜山、大坪山構成中港溪主要源流大東河左岸的山脊，地處大東河與中港溪另一大源流蓬萊溪的分水嶺。山脊由向天湖山往西北方延伸一條支稜至光天高山（海拔1112公尺），兩山頭相距約800公尺（山徑路徑長約1公里），許多登山者會連走此二山。

## 偵察機殘骸
1978年5月3日，隸屬當時中華民國陸軍空降特戰司令部航空第一大隊觀測連絡中隊，編號8012的U-6A海狸偵察機於執行儀器飛行訓練時意外失事，墜毀於向天湖山與三角湖山之間的稜線上，造成機上的副隊長劉傳集少校死亡，陳高才上尉重傷。當時向天湖部落族人趕赴現場救援並通知警方，亦協助軍方運送劉傳集大體下山，惟機骸受環境限制而無法搬離，因而留於山中，部落會議後來也決議原地保留機骸。
2018年7月，機骸被登山者再度發現，一時聲名大噪，部落也開闢通往機骸的山徑供人憑弔。2019年5月，劉傳集家屬首次前往失事地點招魂，劉傳集後於是年9月入祀桃園市忠烈祠。同一時間，軍方也與部落多次討論機骸搬遷事宜，部落最終同意讓軍方將機骸運下山，軍方則製作失事偵察機的模型機予部落作為補償。該年8月遷運工作完成，同時航空特戰指揮部601旅也致贈部落海狸偵察機的1:4模型機，現陳設於向天湖旁的賽夏族民俗文物館戶外。